# Eviota disrupta
Eviota disrupta es una especie de peces de la familia de los Gobiidae en el orden de los Perciformes.

## Morfología
Los machos pueden llegar a alcanzar los 1,6 cm de longitud total.

## Distribución geográfica
Se encuentra desde Samoa y Tonga hasta Mangareva (Polinesia Francesa ).

## Observaciones
Es inofensivo para los humanos. 